# Katrin Becker
Katrin Becker (* 7. Oktober 1967) ist eine deutsche theoretische Physikerin.

## Leben
Becker erwarb ihr Diplom an der Universität Bonn bei Werner Nahm, wo sie 1994 auch promoviert wurde (Strings, black holes and conformal field theory). Sie war als Post-Doc am Kavli-Institut der University of California, Santa Barbara (UCSB) und danach Senior Research Fellow am Caltech bei John Schwarz. Danach wurde sie Assistant Professor an der University of Utah. Seit 2005 ist sie Professorin an der Texas A&M University. 2007 war sie am Institute for Advanced Study.
Becker befasst sich mit Stringtheorie, zum Beispiel in der Entwicklung von Modellen, die Vorhersagen für das Standardmodell machen und Modelle der Inflation in der Kosmologie realisieren. Sie arbeitete oft eng mit ihrer Schwester Melanie Becker zusammen (ebenfalls Professorin an der Texas A & M), mit der sie zusammen mit John Schwarz ein verbreitetes Lehrbuch der Stringtheorie schrieb. 
2003 war sie Sloan Fellow.

## Schriften
- Katrin Becker, Melanie Becker, John Schwarz: String Theory and M-Theory. A modern introduction. Cambridge University Press 2007, ISBN 0521860695